# Погоня Польська
Погоня Польська (пол. Borzezdarz, Zdarzbog) — шляхетський герб.

## Опис
Опис: У золотому полі срібна рука зі срібним мечем вникає із синьої хмари. У клейноді — подібна ж рука.
Варіанти:
- Погоня відмінна: у червоному полі рука озброєна мечем, виходить із синьої хмари (Czarnowski, Odlanicki, Pliszka, Pliskowski, Pliszczański, Poczobutt-Odlanicki, Потьомкін (отримав польське громадянство надається у 1775 році і заслуговує в Росію Potemkinowi князь, коханець Катерини II), Radański, Saniewski).
- Погоня відмінна: Пояс, золото в плече, озброєний мечем, залишивши сині хмари в синій пояс червоного дно з трьох букв "D" золотий. Батькові.
- Погоня відмінна: у навскіс розсіченому зліва срібно-червоному полі, рука з мечем. Клейнод: три орлиних пір'їн. Вонсон.
- Погоня відмінна: у червоному полі рука з шаблею. Клейнод: озброєний мечем у правій руці воїн в пояс. Stefanowicz.
- Погоня відмінна: і замість шаблі меч. Роланд.
- Погоня відмінна: у червоному полі рука з шаблею. Клейнод: зброєний мечем у правій руці воїн в пояс. Pleszkowski.

Цей герб використовувало близько 70 сімей.

## Історія та значення символів
Як польський герб вперше був наданий королем Владиславом Ягайлом у 1434 році Миколі, війту литовському.

## Роди
Aczkiewicz, Algiminowicz, Algminowicz, Bepliński, Bereżko, Bielunka, Bolcewicz, Borezko, Chożowski, Chrapkiewicz, Czorb, Czorba, Dziadoń, Dziubanowski, Gedymin, Homaszewicz, Humorowski, Hunorowski, Janczura, Kłajkowski, Kłajowski, Kokatorowicz, Kondzic, Korecki, Kundzicz, Kuriata, Magóra, Memet, Minczer, Niedzieski, Perbesz, Piasewicz, Pikus, Pleszko, Plewako, Pliszczyński, Pliszka, Poczobutt-Odlanicki, Poroski, Porowski, Pogoński[potrzebne źródło], Repliński, Rohland, Roland, Rzepliński, Sado, Sando, Siesicki, Służka, Sąd, Stowiła, Stradoń, Sud, Sudymontowicz, Wałęga, Wambut, Wandzon, Wędzon, Wiczewski, Wojszyski, Wonsarz, Wonson, Wunszam, Załuczski, Żręcki, Żurawnicki, Żynowicz, Żynowiewicz, Żynowowicz, Źręcki, Żarski.